# احمد محمد البشیر
احمد محمد البشیر (انگلیسی: Ahmed Mohamed El-Bashir؛ زادهٔ ۱۹۴۹) بازیکن فوتبال بود.
وی به‌همراه تیم ملی فوتبال سودان در بازی‌های المپیک تابستانی ۱۹۷۲ شرکت کرده‌است.